# Державца
Держа́вца — временный владелец и эконом государственного имения (державы), одновременно начальник местного государственного управления и суда в Великом княжестве Литовском. До XVI века назывался наместником или тиуном.
В XVI веке в держание отдавались замки или великокняжеские дворы с прилегающей к ним волостью, центром которой они обычно являлись. Державцы выбирались великим князем самолично или по ходатайству рады из числа шляхты, обычно пожизненно («до живота»), но за злоупотребления его по решению великого князя могли лишить полномочий. За полученные владения державцы выплачивали великому князю «челобитие». По привилею 1492 года, великий князь литовский Александр обязался не заставлять шляхту выплачивать «челобитие», но допускал его выплату по доброй воле.
Державца получал специальный документ («лист») на державство. В должность его вводили подскарбий земский или воевода. Правовой основой, на которой действовали державцы, были великокняжеские привилеи, Статуты Великого княжества Литовского, а также местные законы, что обусловило некоторое отличие полномочий державцы в различных регионах.
Державца выполнял хозяйственные и судебно-административные функции, следил за своевременным сбором с населения натуральных и денежных налогов, организовывал оборону порученного ему замка или имения, следил за состоянием казённых зданий, отвечал за обеспечение хозяйства рабочей силой.
Для увеличения дохода имел право осаживать (поселять) вольных людей на пустующих землях. Деятельность державцы по сбору налогов контролировалось подскарбием земским или воеводой, перед которыми державца дважды в год был обязан отчитываться («личбы чинить»). Судебная деятельность державцы ограничивалась судом над крестьянами, а также мещанами городов державы без магдебургского права. До 1564 года державцы имели право судить шляхтичей, имения которых находились в пределах державы, но под его юрисдикцию не подпадали отдельные паны и князья. Также державца не имел права на суд на частновладельческими крестьянами и другими подданными.
За раздачу крестьянам зерна из государственных хранилищ державцы получали так называемые «поклоны», выражавшиеся в денежных или натуральных выплатах. За разрешение на торговлю в пределах державы купцы выплачивали им «обвестки». За разрешение вывести невесту за пределы державы с женихов получали «выводную куницу». Иногда получали также «ловчее» и «сокольничее» — за разрешение на охоту. Державцы получали также процент от суммы за рассмотрение дела на суде — «пересуд» с истца, «вины малые» с ответчика, а также «заклады», «заруки», «поколодное» и другие выплаты. 
В XVI веке державцами преимущественно были высшие круги общества, которые обычно параллельно занимали важные государственные посты. В случае опустошения казны державы могли отдаваться в аренду за сумму от десятков до сотен коп грошей. После выплаты всей суммы державца действовал на обычных условиях.